# Anna Stella Schic
Anna Stella Schic est une pianiste brésilienne née à Campinas (État de São Paulo) le 30 novembre 1922, et morte à Nice (Alpes-Maritimes) le 31 janvier 2009,. Elle est considérée comme une spécialiste du compositeur Heitor Villa-Lobos.

## Biographie
Enfant précoce, Anna Stella Schic donna son premier récital de piano dans sa ville natale en 1931. Elle a étudié le piano avec José Kliass, pianiste russe émigré au Brésil, élève de Martin Krause. Elle vient ensuite étudier à Paris avec Marguerite Long. Proche du compositeur Heitor Villa-Lobos, elle avait notamment créé son concerto pour piano no 2.
Elle a enseigné à l'Université musicale internationale de Paris, à l'Université de São Paulo et à celle de Rio de Janeiro. Elle est la fondatrice d'une faculté de musique à São Bernardo en 1980. Elle a publié plusieurs ouvrages, dont une étude sur Villa-Lobos. Elle était veuve du compositeur français Michel Philippot.

## Enregistrements
- Intégrale de la musique pour piano de Villa-Lobos (EMI)
- Préludes et fugue de Mendelssohn (Solstice)

## Publications
- Souvenirs de l'Indien blanc (Actes Sud, 1987)
- L'École Liszt (Société des écrivains, 2003)

## Sources
- Journal Le Monde des 8 et 9 février 2009